# Leiothrix gounelleana
Leiothrix gounelleana är en gräsväxtart som beskrevs av Gustave Beauverd. Leiothrix gounelleana ingår i släktet Leiothrix och familjen Eriocaulaceae. Inga underarter finns listade i Catalogue of Life.